# アムールトラ
アムールトラ (Panthera tigris altaica、簡体字中国語: 东北虎) は、ネコ科に属するトラ（虎）の一亜種。altaicaとは、ロシア領の西シベリアにあるアルタイ地方を意味する。現在は極東ロシアの沿海地方、ハバロフスク地方のアムール川および中国東北部（旧満洲）を含むウスリー川流域、長白山地区でのみ生息が確認されているが、かつては満洲、朝鮮半島、モンゴル、シベリアなどに広く分布しており、その生息範囲は中央アジアや西アジアにまで伸びていた。
現存する8つのトラの亜種でも大型の体躯を持ち、ネコ科のうち最大種の一つである。雄の個体では全長3 m、体重350 kgを超えた例も報告されている。2009年に行われた遺伝学的調査で、かつては別の亜種とみられていた西アジアのカスピトラ（絶滅）が、現在生息しているアムールトラとほぼ同一であることが判明した。

## 形態
雌より雄が大きく、雄の個体では体長（頭胴長）2.5 m（長さの比較資料：1 E0 m）、体重300 kgにも達する。しかし近年では、生息地における獲物の不足により痩せた個体が多く見られ、現状での野生個体の体格面ではベンガルトラの方が大型と指摘もされることも多い。飼育個体は野生個体よりも大きくなる傾向があり、中には体重450 kgを超える個体もいる。ベンガルトラに比べて体長は長いが、体高ではベンガルトラより低くなる傾向が強い。
現生のネコ科の最大種であるが、2013年に発表された研究ではイエネコとDNAの95.6%を共有していることが指摘された。
寒冷なシベリアのタイガ (針葉樹林) 等を主な生息域としていることから、他の亜種に比して深く長い体毛をそなえている。冬毛は夏毛の3倍以上の長さになる。

## 生態
昼夜行性で、獲物の動きが低下する夜間に盛んに活動する場合があり、気温が零下となる真冬であっても、夜間には活発に動いていることが観察されている。

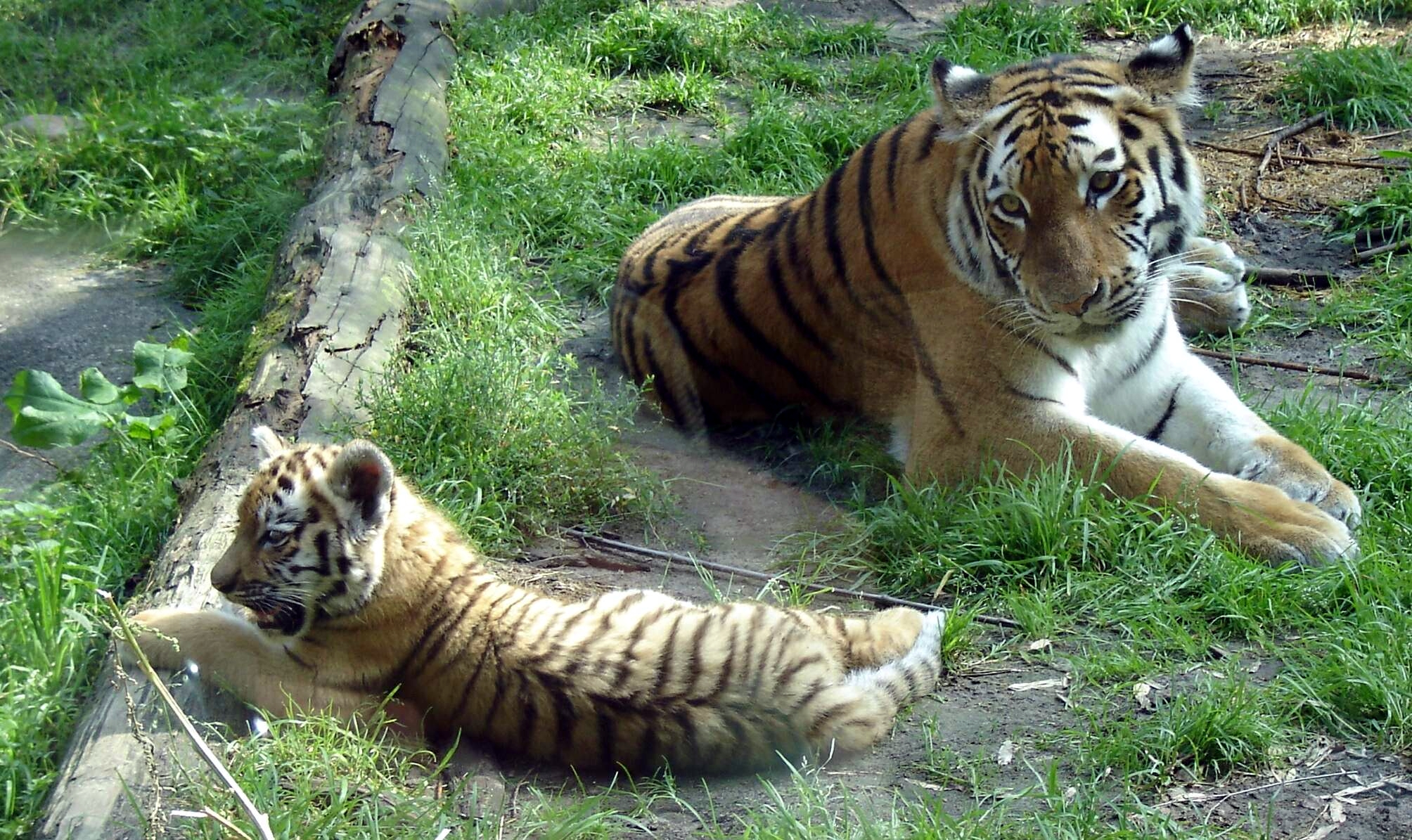
母子のアムールトラ

単独で行動し、十分な餌が確保できる広さの縄張りを移動しながら生活するため、大型の個体は1頭で約1000㎢の縄張りを持つこともある。
捕食対象はイノシシ、アカシカ、ノロジカ、ジャコウジカ、ヘラジカ、ツキノワグマ、ヒグマなど。狩りは待ち伏せ型で、背丈の高い草や、低木や灌木のような場所に身を潜めて獲物が通りかかるのを待ち、獲物が間合いに近付いた際に襲いかかる。狩りの成功率は高くはなく、20%以下だといわれ、ヒグマ相手の場合では、失敗したら深傷を負ったり、逆に殺されたりするリスクも伴う。キジ科やカモ科などの大型鳥類、水辺ではカワカマスやソウギョのような大型魚類を狙うこともある。

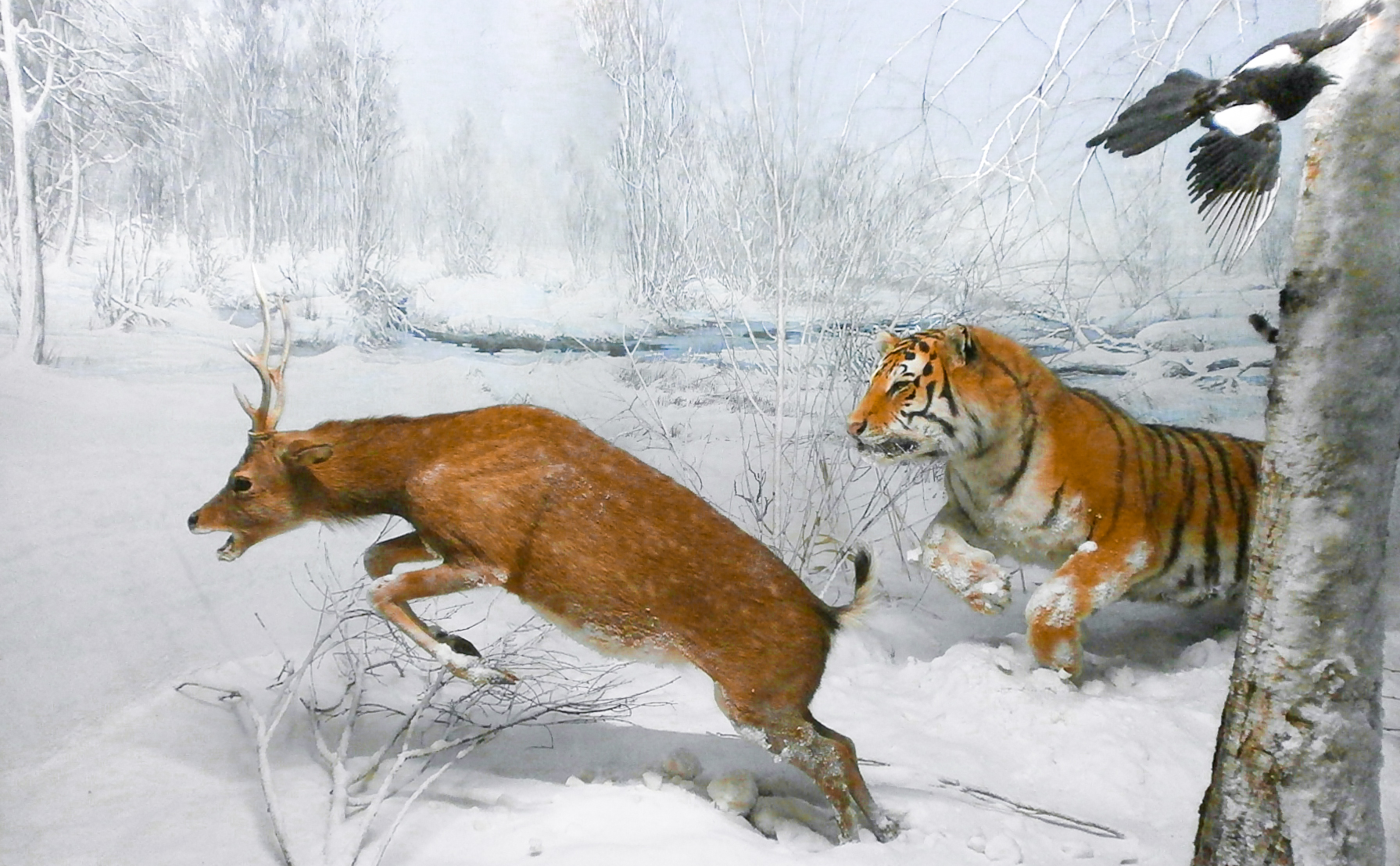
タイリクシカを追撃するアムールトラのジオラマ

夏場は水辺を好み、そこで水浴びや泳いで体温を下げたり、寄生虫や吸血昆虫から身を守ったりする。冬場は雪と林の中に紛れて獲物を待ち伏せる。メスは自分の夫となるオスの隣接する縄張り部分を住処とし、オスは単独生活で付かず離れずで妻と子供を守り、子育てはもっぱらメスだけが行う。一度に産む子供の数は平均2～4頭である。オスは自分の子供には寛容だが、他の個体や、その子供には容赦なく攻撃し、殺してしまうこともある。これはメスにも度々起こるが、メスは体格差からオスとの争いは避ける傾向にある。
生まれた直後は1㎏程度で、目も開いていないため、匂いを頼りに母親の乳房に辿り着き、巣穴の中で母乳を飲んで成長する。1ヶ月ほどで目が開くと歩けるようになり、2～3ヵ月後には肉が食べられるようになって離乳する。子供が成長して独り立ちするのに約2年かかる。子離れはベンガルトラと同様にメスの方が早い。成獣は人間以外に天敵は殆どいないが、獲物を競合する関係では、タイリクオオカミやアムールヒョウがいる。野生下の平均寿命は15歳前後、飼育下での寿命は約20〜25年。

## 自然分布と保護、飼育
主な生息域は、中露国境東部を流れるアムール川やウスリー川（アムール川の支流）周辺のタイガ (針葉樹林) である。また、北朝鮮での生息も確認されている。北朝鮮での生息状況の詳細は不明だが、白頭山周辺が本種の生息地域として紹介されることが多い。創作物や動物園では竹林とトラがセットになることがあるが、竹林に生息するのは別亜種で、アムールトラの生息域に竹林は分布していない。

### 生息域の現状
かつては30頭前後にまで減少したが、近年、アムールトラの個体数は500～600頭程度にまで回復した。しかし依然として絶滅が危惧されている。一時期は自然破壊のために絶滅寸前まで追い込まれていたものの、冷戦終結後にアメリカ合衆国を中心とした西側諸国の動物保護団体による保護活動が進み生息環境も改善されつつあるため、徐々にではあるが個体数は回復傾向にある。また、近年の野生種は成長不良の個体が多く、生息地の保全回復など包括的な対策が求められる一方で、今度は逆にアムールトラの生息域拡大が、アムールヒョウを脅かすという事態も起きており、新たな課題となっている。
また、後述するような、人間の自然開発による人里への接近や、人や家畜を襲う事件もまた、昔から避けられない無視出来ない問題である。

### 絶滅の危機
アムールトラ1頭あたり1,000平方キロ（東京都の面積の半分）の森林が必要だとされるが、沿海地方では森林伐採が進みタイガの面積が30%も減少するなど、その生息地が脅かされている。トラは、他の亜種を含めて、骨が漢方薬「虎骨（ここつ）」の原料になるなどするため、高値で売ろうと密猟の標的にされる。これらの原因で個体数は激減し、国際自然保護連合が発表しているレッドリストでも絶滅危惧種に指定され、対策が必要と指摘されている。ウラジオストク郊外のラズドリノエ (沿海州)では、地元住民がボランティアで、親と死別してさまよう幼いアムールトラを保護飼育して野生復帰を試みているものの現状では厳しく、サーカスなどに送られる個体も多い。

### 飼育の現状
日本では動物園25カ所で49頭が飼育されている（2023年末時点）。繁殖にも力を入れており、多摩動物公園のようにつがいが交尾して出産した例もある。

## 伝説・創作

### 戦国武将の虎退治
日本の戦国武将加藤清正が朝鮮出兵（文禄・慶長の役）時に虎退治をしたという伝承がある。
他に 黒田長政、 菅正利、 林直利、 島津義弘、 鍋島直茂が虎退治を行っており、そのうち菅正利が虎退治に使用したとされる南山（斃秦）刀が 福岡市博物館に現存している。

### 文学
アムールトラを描いた文学作品で最も有名なのは、ニコライ・A・バイコフ（Nikolaĭ Apollonovich Baĭkov）の『偉大なる王（ワン）』が挙げられる。バイコフ自身のハンターとしての経験とトラの生態調査に基づいて書かれ、日本語にも翻訳されている（中公文庫など）。